# Aechmea politii
Aechmea politii är en gräsväxtart som beskrevs av Lyman Bradford Smith. Aechmea politii ingår i släktet Aechmea och familjen Bromeliaceae. Inga underarter finns listade i Catalogue of Life.